# Condensación (psicoanálisis)
Condensación hace referencia según Sigmund Freud, y dentro del contexto psicoanalítico, a «uno de los modos esenciales de funcionamiento de los procesos inconscientes: una representación única representa por sí sola varias cadenas asociativas, en la intersección de las cuales se encuentra. Desde el punto de vista económico se encuentra catectizada de energías que, unidas a estas diferentes cadenas, se suman sobre ella.
Se aprecia la intervención de la condensación en el síntoma y, de un modo general, en las diversas formaciones del inconsciente. En donde mejor se ha puesto en evidencia ha sido en los sueños.
Se traduce por el hecho de que el relato manifiesto resulta lacónico en comparación con el contenido latente: constituye una traducción abreviada de este. Sin embargo, la condensación no debe considerarse sinónimo de un resumen: así como cada elemento manifiesto viene determinado por varias significaciones latentes, también sucede a la inversa, es decir, que cada una de éstas puede encontrarse en varios elementos. Por otra parte, el elemento manifiesto no representa bajo una misma relación cada una de las significaciones de que deriva, de forma que no las engloba como lo haría un concepto».
Freud alude inicialmente al mecanismo de la condensación como fundamento del "trabajo del sueño" en su obra La interpretación de los sueños.
Puede producirse de formas variadas:
1. Conservación de un elemento presente varias veces.
2. Reunión de diferentes elementos en una unidad disarmónica.
3. Condensación predominante de varios elementos en un solo rasgo común.

También será analizado en La psicopatología de la vida cotidiana y en El chiste y su relación con lo inconsciente.
Cabría explicarse la condensación como un efecto de la censura y un modo de eludirla, pero también como una característica de lo inconsciente: proceso primario.
El proceso de condensación, al igual que el de desplazamiento, se fundamenta en la hipótesis económica: libido.